# Hyperprosopon
Hyperprosopon – rodzaj ryb z rodziny szumieniowatych.

## Klasyfikacja
Gatunki zaliczane do tego rodzaju:
- Hyperprosopon anale
- Hyperprosopon argenteum
- Hyperprosopon ellipticum